# P. Baigneres
P. Baigneres (fl. XIX secolo) è stato un tennista francese.

## Carriera
Partecipò all'edizione inaugurale degli Internazionali di Francia nel 1891 e giunse in finale, dove però fu sconfitto dal britannico H. Briggs per 6-3, 6-2.

## Finali del Grande Slam

### Singolare

#### Perse (1)
| Anno | Torneo                    | Avversario in finale | Punteggio |
| ---- | ------------------------- | -------------------- | --------- |
| 1891 | Internazionali di Francia | H. Briggs            | 6-3, 6-2  |